# Louvigné
Louvigné és un municipi francès situat al departament de Mayenne i a la regió de País del Loira. L'any 2007 tenia 831 habitants.

## Demografia

### Població
El 2007 la població de fet de Louvigné era de 831 persones. Hi havia 309 famílies de les quals 56 eren unipersonals (39 homes vivint sols i 17 dones vivint soles), 103 parelles sense fills, 137 parelles amb fills i 13 famílies monoparentals amb fills.
La població ha evolucionat segons el següent gràfic:
Habitants censats

### Habitatges
El 2007 hi havia 318 habitatges, 309 eren l'habitatge principal de la família, 5 eren segones residències i 3 estaven desocupats. Tots els 317 habitatges eren cases. Dels 309 habitatges principals, 265 estaven ocupats pels seus propietaris, 43 estaven llogats i ocupats pels llogaters i 1 estava cedit a títol gratuït; 1 tenia una cambra, 9 en tenien dues, 44 en tenien tres, 66 en tenien quatre i 190 en tenien cinc o més. 239 habitatges disposaven pel capbaix d'una plaça de pàrquing. A 96 habitatges hi havia un automòbil i a 197 n'hi havia dos o més.

### Piràmide de població
La piràmide de població per edats i sexe el 2009 era:
| Homes | Edats   | Dones |
| ----- | ------- | ----- |
| 0     | 95 o +  | 0     |
| 0     | 90 a 94 | 0     |
| 0     | 85 a 89 | 12    |
| 12    | 80 a 84 | 8     |
| 8     | 75 a 79 | 8     |
| 8     | 70 a 74 | 16    |
| 0     | 65 a 69 | 12    |
| 16    | 60 a 64 | 4     |
| 32    | 55 a 59 | 16    |
| 20    | 50 a 54 | 32    |
| 28    | 45 a 49 | 28    |
| 40    | 40 a 44 | 28    |
| 12    | 35 a 39 | 20    |
| 20    | 30 a 34 | 12    |
| 32    | 25 a 29 | 24    |
| 33    | 20 a 24 | 12    |
| 32    | 15 a 19 | 28    |
| 12    | 10 a 14 | 20    |
| 16    | 5 a 9   | 12    |
| 28    | 0 a 4   | 32    |

## Economia
El 2007 la població en edat de treballar era de 542 persones, 442 eren actives i 100 eren inactives. De les 442 persones actives 430 estaven ocupades (224 homes i 206 dones) i 10 estaven aturades (4 homes i 6 dones). De les 100 persones inactives 46 estaven jubilades, 29 estaven estudiant i 25 estaven classificades com a «altres inactius».

### Ingressos
El 2009 a Louvigné hi havia 357 unitats fiscals que integraven 1.025,5 persones, la mediana anual d'ingressos fiscals per persona era de 18.470 €.

### Activitats econòmiques
Dels 24 establiments que hi havia el 2007, 1 era d'una empresa alimentària, 2 d'empreses de construcció, 9 d'empreses de comerç i reparació d'automòbils, 1 d'una empresa de transport, 3 d'empreses d'hostatgeria i restauració, 4 d'empreses de serveis, 3 d'entitats de l'administració pública i 1 d'una empresa classificada com a «altres activitats de serveis».
Dels 6 establiments de servei als particulars que hi havia el 2009, 1 era un taller de reparació d'automòbils i de material agrícola, 1 guixaire pintor, 1 perruqueria, 1 veterinari i 2 restaurants.
Dels 2 establiments comercials que hi havia el 2009, 1 era una fleca i 1 un drogueria.
L'any 2000 a Louvigné hi havia 24 explotacions agrícoles que ocupaven un total de 688 hectàrees.

## Equipaments sanitaris i escolars
El 2009 hi havia una escola elemental.

## Poblacions més properes
El següent diagrama mostra les poblacions més properes.